# Komagataeibacter
Genre
Komagataeibacter est l'un des genres de bactéries acétiques. Il est décrit en 2012 par Yamada et al,. Il regroupe 19 espèces.

## Taxonomie
Le nom correct complet (avec auteur) de ce taxon est Komagataeibacter Yamada et al. 2013.
L'espèce type est Komagataeibacter xylinus (Brown 1886) Yamada et al. 2013.

### Synonymes
Komagataeibacter a pour synonymes :
- Komagatabacter Yamada et al. 2012
- Novacetimonas Brandão et al. 2022

### Étymologie
L'étymologie du nom de genre de Komagataeibacter est liée à l'hommage rendu au professeur Kazuo Komagata et se décompose ainsi : Ko.ma.ga.tae.i.bac.ter. N.L. fem. n. Komagataea, Komagata (le nom du microbiologiste japonais honoré); N.L. masc. n. bacter, un bacille; N.L. masc. n. Komagataeibacter, un bacille nommé en hommage au Dr. Kazuo Komagata, professeur de l'université de Tokyo, Bunkyo-ku, Tokyo, Japon, qui a contribué à la systématique bactérienne et notamment des bactéries acétiques.

## Espèces
Parmi les espèces attribuées au genre Komagataeibacter, on identifie en 2025,
- Komagataeibacter cocois Liu et al. 2018[5]
- Komagataeibacter diospyri Naloka et al. 2020[6]
- Komagataeibacter europaeus (Sievers et al. 1992) Yamada et al. 2013
- Komagataeibacter hansenii (Gosselé et al. 1983) Yamada et al. 2013
- Komagataeibacter intermedius (Boesch et al. 1998) Yamada et al. 2013
- Komagataeibacter kakiaceti (Iino et al. 2012) Yamada 2014[7]
- Komagataeibacter kombuchae (Dutta and Gachhui 2007) Yamada et al. 2013
- Komagataeibacter maltaceti (Slapšak et al. 2013) Yamada 2014[7]
- Komagataeibacter medellinensis (Castro et al. 2013) Yamada 2014[7]
- Komagataeibacter melaceti Marič et al. 2020
- Komagataeibacter melomenusus Marič et al. 2020
- Komagataeibacter nataicola (Lisdiyanti et al. 2006) Yamada et al. 2013
- Komagataeibacter oboediens (Sokollek et al. 1998) Yamada et al. 2013
- Komagataeibacter pomaceti Škraban et al. 2019[8]
- Komagataeibacter rhaeticus (Dellaglio et al. 2005) Yamada et al. 2013
- Komagataeibacter saccharivorans (Lisdiyanti et al. 2006) Yamada et al. 2013
- Komagataeibacter sucrofermentans (Toyosaki et al. 1996) Yamada et al. 2013
- Komagataeibacter swingsii (Dellaglio et al. 2005) Yamada et al. 2013
- Komagataeibacter xylinus (Brown 1886) Yamada et al. 2013